# Izotop fertil
Un izotop fertil reprezintă un izotop care – deși nu este el însuși fisionabil sub neutroni termici – poate fi convertit într-un izotop fisil prin absorbție de neutroni și transmutația nucleară asociată.